# ГЕС Маунтін-Айленд
ГЕС Маунтін-Айленд – гідроелектростанція у штаті Північна Кароліна (Сполучені Штати Америки). Знаходячись між ГЕС Cowans Ford (вище по течії) та ГЕС Wylie, входить до складу каскаду на річці Катавба (в нижній течії Ватірі), яка дренує східний схил хребта Блу-Рідж (Аппалачі) та є лівим витоком річки Санті (впадає до Атлантичного океану за шість десятків кілометрів на північний схід від Чарлстону).  
В межах проекту долину річку перекрили бетонною гравітаційною греблею висотою 43 метри та довжиною 467 метрів, до якої праворуч прилягає земляна ділянка довжиною 201 метр. Ця споруда утримує водосховище з площею поверхні 12,6 км2 та корисним об’ємом 12,5 млн м3.  
Інтегрований у греблю машинний зал обладнали чотирма турбінами типу Френсіс потужністю по 15 МВт (загальна номінальна потужність станції рахується на рівні 55,1 МВт). Відпрацьована вода прямує по прокладеному паралельно до русла річки каналу довжиною 0,7 км, який знадобився для створення додаткового напору. При цьому максимальний рівень поверхні у верхньому та нижньому б'єфі складає 197 та 174 метри НРМ відповідно.
Видача продукції відбувається по ЛЕП, розрахованій на роботу під напругою 44 кВ.